# B.1.617.1
A B.1.617.1 é uma variante do vírus SARS-CoV-2 em humanos, vírus responsável pela COVID-19. A variante apelidada de variante Kappa pela Organização Mundial da Saúde, teve sua primeira detecção realizada na Índia no final de dezembro de 2020. Em março de 2021, a variante representava mais que a metade das infecções que estavam ocorrendo na Índia, assim sendo colocada como uma variante de interesse pela OMS.

## Mutações
A variante Kappa tem três alterações notáveis nas sequências de aminoácidos, todas elas no código da proteína spike do vírus.
As três substituições notáveis são: L452R, E484Q, P681R
- L452R . A substituição na posição 452, uma substituição de leucina por arginina. Essa troca confere uma afinidade mais forte da proteína spike para o receptor ACE2, juntamente com uma capacidade de reconhecimento diminuída do sistema imunológico.[3][4]
- E484Q . A substituição na posição 484, uma substituição de ácido glutâmico por glutamina. Essa alteração confere à variante maior potencial de ligação à enzima conversora de angiotensina 2, bem como melhor capacidade de evadir o sistema imunológico do hospedeiro.[5][6]
- P681R . A substituição na posição 681, uma substituição de prolina por arginina.[7][5]

O Centro Europeu para Prevenção e Controle de Doenças (ECDC) também lista uma quarta mutação de pico de interesse:
- D614G . Esta é uma substituição na posição 614, uma substituição de ácido aspártico por glicina.[9] Outras variantes que possuem a mutação D614G incluem as variantes Beta e Delta, e a mutação está associada a um aumento da infecciosidade.[10][11]

As duas outras mutações que podem ser encontradas mais perto de qualquer extremidade da região do pico são T95I e Q1071H.

## História

### Detecção internacional
A variante Kappa foi identificada pela primeira vez na Índia em dezembro de 2020.
Em 11 de maio de 2021, a Atualização Epidemiológica Semanal da OMS relatou 34 países com detecções da subvariante; no entanto, em 25 de maio de 2021, o número de países subiu para 41. Desde 19 de O primeiro parâmetro é necessário, mas foi fornecido incorretamente! de 2021, o Reino Unido detectou um total de 418 casos confirmados da variante SARS-CoV-2 Kappa. Em 6 de junho de 2021, um grupo de 60 casos identificados na cidade australiana de Melbourne foram associados à variante Kappa. De acordo com o GISAID em julho de 2021, a Índia apresentou mais amostras genéticas da variante Kappa do que qualquer outro país.

### Transmissão da comunitária
Um relatório técnico do Public Health England, de 22 de abril de 2021, relatou que 119 casos da subvariante foram identificados na Inglaterra, com uma concentração de casos na área de Londres e nas regiões Noroeste e Leste da Inglaterra. Dos 119 casos, 94 tinham uma ligação estabelecida com viagens, 22 casos ainda estavam sob investigação, mas os 3 casos restantes foram identificados como não tendo qualquer ligação conhecida com viagens.
Em 2 de junho, o Guardian relatou que pelo menos 1 em cada 10 dos casos no surto no estado australiano de Victoria foram devido ao contato com estranhos e que a transmissão na comunidade estava envolvida com grupos da variante Kappa. No entanto, o especialista em doenças infecciosas, Professor Greg Dore, disse que a variante Kappa estava se comportando "da mesma forma que vimos antes" em relação a outras variantes na Austrália.
Eficácia da vacina
As vacinas são eficazes contra a variante Kappa, embora em menor grau do que a cepa original. Um estudo conduzido pela Oxford University em junho de 2021 disse que a vacina oxford-astrazeneca e as vacinas pfizer BioNTech foram eficazes contra as variantes delta e Kappa, sugerindo que as vacinas atuais oferecem proteção contra as variantes Kappa e delta, embora com ligeiras reduções na neutralização. A covaxin também foi considerada eficaz contra a variante Lappa b1617.1 (variante mutante dupla), assim como para outras variantes. A vacina covida da Moderna também foi considerada eficaz contra a variante Kappa, com uma redução de 3,3-3,4 vezes na neutralização.